# Maartje van Weegen

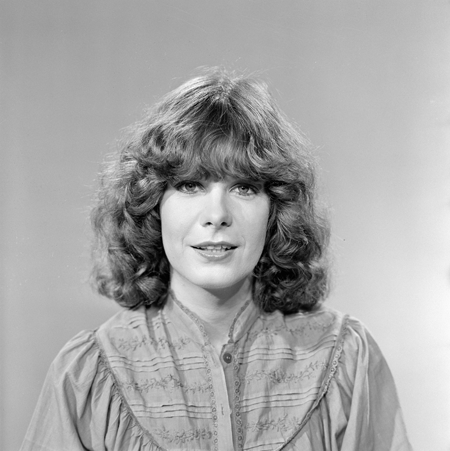
Maartje van Weegen in 1978

Maartje Walet, beter bekend als Maartje van Weegen, (Bussum, 7 oktober 1950) is een voormalige Nederlandse radio- en televisiepresentatrice.

## Levensloop
Van Weegen groeide op in een gezin met twee jongens en twee meisjes. Ze werkte als receptioniste bij de platenmaatschappij Iramac. Nadat dit bedrijf failliet was gegaan had ze nog enkele baantjes. Ze begon haar omroepcarrière als medewerkster van de KRO. Daar presenteerde ze op 21-jarige leeftijd het rechtstreeks televisieprogramma over hobby's, Studio Vrij. Ze werd vervolgens tv-omroepster en werd het gezicht van het spelprogramma Cijfers en Letters. Incidenteel was ze ook te zien als omroepster bij de IKON.
Haar radiocarrière bij de KRO begon ze nog tijdens de Studio Vrij-periode, als vaste vervangster van Anne van Egmond met programma's als Adres onbekend. Vervolgens werd ze gevraagd voor het actualiteitenprogramma Echo en uiteindelijk kreeg ze ook een eigen programma getiteld Ratel, waarin luisteraars in discussie gingen met programmamakers.
In 1984 stapte ze over naar de NOS, waar ze het halfzesjournaal ging presenteren. In zeer korte tijd werd dit nieuwe journaal een van de best bekeken nieuwsuitzendingen. Van Weegen was in dit programma geen traditionele nieuwslezer, maar werd de eerste Nederlandse anchorvrouw. Dit houdt in dat ze presenteerde, redigeerde, teksten schreef en live gasten interviewde. Ze deed dat vijf dagen per week. Dit was nieuw voor de Nederlandse televisie. Later ging Van Weegen naar het NOS Journaal van acht uur, waar ze ook als anchor te werk ging.
In 1990 werd zij samen met Charles Groenhuijsen een van de presentatoren van NOS-Laat, een voorloper van Nova. Ze werkte als presentator-redacteur voor het zondagmiddagdiscussieprogramma Het Capitool en Buitenhof. Voor Buitenhof interviewde ze onder meer Joseph Luns. In 1998 werd zij presentator voor de uitzendingen van NOS Actueel en af en toe ook als commentator Koninklijk Huis voor het NOS Journaal. Haar opvolgster bij Nova was Margriet Vroomans.
Van Weegen maakte het eerste grote televisie-interview met koningin Juliana en prins Bernhard. Dit interview werd internationaal uitgezonden.
Als presentatrice en "Verslaggever Koninklijk Huis" van NOS Actueel verzorgde Van Weegen de verslaggeving van vele uitzendingen rond het koninklijk huis, zoals de huwelijken van prins Willem Alexander en prinses Máxima en van andere leden van de koninklijke familie, de begrafenissen van prins Claus, koningin Juliana en prins Bernhard, alsook de jubilea en andere hoogtijdagen van koningin Beatrix. Haar bijnaam was in die periode "Hare Maartje". 
Haar journalistieke integriteit werd door Edwin de Roy van Zuydewijn in de affaire rond prinses Margarita ter discussie gesteld. Voordat de affaire-Margarita publiek bekend werd, zei Van Weegen bij het huwelijk van prins Willem Alexander en Máxima Zorreguieta dat prinses Margarita en haar man afwezig waren "vanwege financiële problemen". Later werd pas duidelijk dat het echtpaar niet welkom was vanwege ruzie met de koninklijke familie, onder andere over geld, maar ook vanwege stiekeme geluidsopnamen van gesprekken van Margarita met koningin Beatrix.

## Persoonlijk leven
Maartje van Weegen is gehuwd met Joop Daalmeijer. Daalmeijer is sinds 2011 gepensioneerd als directeur NPS en voormalig hoofdredacteur van de Wereldomroep, en daarvoor netcoördinator van Nederland 2.

## Afsluiting carrière
Begin november 2006 maakte ze bekend dat ze in maart 2007 zou stoppen met haar televisiewerk. Van Weegen was op 7 maart 2007 het laatst te zien als presentatrice op de Nederlandse televisie tijdens de uitslagenavond van de Provinciale Statenverkiezingen vanuit de vergaderzaal van de Eerste Kamer in Den Haag. Sinds december 2006 presenteerde ze voor de AVRO vijf ochtenden per week het radioprogramma De Klassieken op Radio 4. Tijdens de 750e uitzending (29 april 2010) van dit radioprogramma werd zij op voordracht van demissionair minister van Justitie Hirsch Ballin benoemd tot Officier in de Orde van Oranje-Nassau.
Op 19 april 2012 maakte de AVRO bekend dat Maartje van Weegen op 1 september van dat jaar met de VUT zou gaan. Ze werd als presentatrice van De Klassieken opgevolgd door Clairy Polak.
Op 31 augustus 2012 presenteerde zij voor het laatst De Klassieken, op Radio 4, vanuit het Concertgebouw in Amsterdam. Bij die gelegenheid ontving zij een bos bloemen en een handgeschreven kaartje van prins Willem-Alexander en prinses Máxima. Van de ambassadeur van Georgië ontving zij de presidentiële onderscheiding Orde van het Gulden Vlies voor haar inspanningen voor het Georgische klassieke radiostation Muza in Tbilisi.
Op 10 november 2014 presenteerde ze een herdenking in de RAI Amsterdam waar meer dan 1600 nabestaanden van slachtoffers van de vliegramp met vlucht MH17 op bijeenkwamen, de herdenking werd ook bijgewoond door koning Willem-Alexander, koningin Máxima, prinses Beatrix, prinses Margriet en Pieter van Vollenhoven, premier Mark Rutte, kabinets- en Kamerleden, oud-minister Frans Timmermans en andere betrokkenen.
In december 2018 volgde ze Laetitia Griffith op als voorzitter van de Stichting Vrienden van de Nederlandse Bachvereniging.

## Varia
- In 1996 speelde Van Weegen zichzelf in een aflevering van de fictieve documentairereeks 30 minuten van Arjan Ederveen. In de aflevering, getiteld ‘Vanwege Maartje’, werd getoond hoe een politica, gezeten in een omgeving van (namaak-)Tweede Kamerstoelen, listig zichzelf naar een Nova-uitzending manoeuvreert, ten koste van haar partijcollega.[12]
- Op 6 september 2024 keerde van Weegen eenmalig terug als nieuwslezer bij Radio 10.[13]